# Густав фон Зайн-Витгенщайн-Хоенщайн
Густав фон Зайн-Витгенщайн-Хоенщайн (на немски: Gustav zu Sayn-Wittgenstein-Hohenstein; * 14 април 1633 във Франкфурт на Майн; † 22 юни 1700 в Марбург) е граф на Зайн-Витгенщайн-Хоенщайн в Клетенберг.
Той е четвъртият син на граф Йохан VIII фон Зайн-Витгенщайн-Лора-Хоенщайн (1601 – 1657) и съпругата му графиня Анна Августа фон Валдек-Вилдунген (1608 – 1658), дъщеря на граф Кристиан фон Валдек-Вилдунген (1585 – 1637) и графиня Елизабет фон Насау-Зиген (1584 – 1661).
Братята му са Лудвиг Кристиан (1629 – 1683), граф на Зайн-Витгенщайн-Хоенщайн, Георг Вилхелм цу Зайн (1630 – 1657), Йохан Фридрих цу Зайн (1631 – 1656), Ото цу Зайн (1639 – 1683) и Фридрих Вилхелм (1647 – 1685), граф на Зайн-Витгенщайн-Хоенщайн-Фалендар.

## Фамилия
Густав се жени на 12 август 1657 г. за Анна де Ла Плац (* 1634; † 24 февруари 1705), дъщеря на маркиз Франсоа де Ла Плац († 1666), вицеграф на Махо, и съпругата му Анна Маргарета фон Бредероде († 1634 или 1635). Те имат децата:
- Хайнрих Албрехт (1658 – 1723), граф на Зайн-Витгенщайн-Хоенщайн, женен I. на 23 октомври 1694 г. за графиня София Юлиана фон Липе-Бистерфелд (1676 – 1705), II. на 8 декември 1705 г. за графиня София Елизабет Вилхелмина фон Зайн-Витгенщайн (1675 – 1712), III. на 19 ноември 1712 г. за графиня София Флорентина фон Зайн-Витгенщайн-Берлебург (1688 – 1745)
- Карл Фридрих (1659 – 1686), убит при Виена
- Шарлота (1661 – 1725), омъжена на 20 юни 1689 г. за Карл Лудвиг Албрехт фон Зайн-Витгенщайн-Ноймаген (1658 – 1724), син на граф Лудвиг Албрехт фон Зайн-Витгенщайн-Ноймаген (1617 – 1664)
- Амалия (1662 – 1724), омъжена 1717 г. за мъж от Ротердам
- Август (1664 – 1735), граф на Зайн-Витгенщайн-Хоенщайн в Лора и Клетенбург, женен I. 1703 г. във Вайлбург за графиня Конкордия фон Зайн-Витгенщайн (1679 – 1709), II. на 3 януари 1715 г. за графиня Албертина Амалия фон Лайнинген-Вестербург (1686 – 1723)
- Йохан Лудвиг (1665 – 1676)
- Хенриета (1669 – 1735)
- Вилхелм Ото (* ок. 1670 –умира млад)
- Магдалена Луиза (1672 – 1717), омъжена за Йохан Константин Хофман († 1714)
- Мориц (* ок. 1674 – умира млад)
- Леополд (* ок. 1676 – умира млад)
- Фердинанд (* ок. 1678 – умира млад)
- Анна София (1687 – 1735), омъжена 1714 г. за Кастел